# Oro Eo
OroEo (Oro Eo), u značenju people who burp, 'ljudi koji podriguju'), jedna od lokalnih skupina ili podpleme Pakaanova Indijanaca, porodica čapakura, nastanjenih na zapadu brazil države Rondônia. Tradicionalni teritorij nalazi se na gornjem toku rijeke Pacaás Novos. Njihovi najbliži srodnici su Oro At i Oro Nao. 
Dolaskom prvih misionara (1956) kroz sljedeće tri godine njihova popualcija spala je s oko 400 na 150